# Автошлях Т 1703
Автошля́х Т 1703 — автомобільний шлях територіального значення у Полтавській та Кіровоградській областях. Проходить територією Кременчуцького та Олександрійського районів. Автошлях фактично є з'їздом із Н08, оминаючи Кременчук, через дамбу Кременчуцької ГЕС до Світловодська. Загальна довжина — 8,2 км.

## Маршрут
Автошлях проходить через такі населені пункти:
| Автошлях Т 1703         |     |
| Полтавська область      |     |
| Кременчуцький район     |     |
|                         | Н08 |
| Недогарки               |     |
| Кіровоградська область  |     |
| Олександрійський район  |     |
| Власівка                |     |
| дамба Кременчуцької ГЕС |     |
| Світловодськ            |     |